# Повчино
По́вчино (укр. Повчине) — село на Украине, основано в 1858 году, находится в Новоград-Волынском районе Житомирской области.
Население по переписи 2001 года составляет 608 человек. Почтовый индекс — 11730. Телефонный код — 4141. Занимает площадь 1,74 км².

## Адрес местного совета
11730, Житомирская область, Новоград-Волынский р-н, с. Повчино